# Vágmosóc
Vágmosóc (szlovákul: Považany, korábban Nové Mošovce) község Szlovákiában, a Trencséni kerületben, a Vágújhelyi járásban. Somszeg (Vieska), Vágmosóc (Mošovce) és Vágszentkereszt (Križ nad Váhom) közös közigazgatási egysége.

## Fekvése
Vágújhelytől 5 km-re délre, a Vág jobb partján fekszik.

## Története
Vágmosócot 1263-ban "Mosowcz" alakban IV. Béla király oklevelében említik először. Több nemesi család birtoka volt. 1715-ben 6 jobbágy és 13 zsellércsalád lakta. 1787-ben 38 házában 263 lakos élt. 1828-ban 76 háza és 528 lakosa volt. Lakói földműveléssel, kosárfonással, csipkeveréssel, kereskedéssel foglalkoztak. A 19. században területén három malom működött a Vágon.
"MOSÓCZ. Mosovce. Tót falu Nyitra Várm. földes Urai több Urak, lakosai külömbfélék, fekszik Szent Kereszthez nem meszsze, és annak filiája, határja ollyan mint Szent Kereszté." 
"Mosócz, tót falu, Nyitra vmegyében, a Vágh jobb partján, Vágh-Ujhelyhez fél órányira. Számlál 325 kath., 7 evang., 2 zsidó lak. F. u. többen. Ut. p. Galgócz."
Vágszentkeresztet a 13. század közepén német keresztesek alapították. 1297-ben a nyitrai káptalan oklevelében "Kereztur" néven említik először. Plébániáját és Egyed (Aegidus) nevű papját 1332-ben a pápai tizedjegyzék említi. 1533-ban helyi nemesek birtoka. 1560-ban az egyházi vizitáció szerint a Szentpétery család a birtokosa. 1598-ban 10 nemesi portája volt. 1600-ban 8, 1601-ben 10, 1603-ban 6 háza állt. 1715-ben 7 zsellércsalád lakta. 1753-ban 27 család élt a településen. 1787-ben 38 házában 319 család élt. 1828-ban 54 házát 380-an lakták, akik mezőgazdasággal és kosárfonással foglalkoztak.
"SZENT KERESZT. Nyitra Várm. földes Urai több Uraságok, lakosai katolikusok, fekszik Érsek-Újvárhoz 3/4 mértföldnyire; határja jól termő." 
Somszeg 1368-ban "Weyzka" alakban tűnik fel az írott forrásokban. Királyi birtok, majd Temetvény várának uradalmához tartozott. Később több nemesi családé volt. 1753-ban 17 adózó család lakta. 1787-ben 12 házában 110 lakosa élt. 1828-ban 10 háza volt 67 lakossal. 1904-ben a Vágon három malom is működött a területén. Lakói főként mezőgazdasággal foglalkoztak.
A trianoni békeszerződésig mindhárom település Nyitra vármegye Vágújhelyi járásához tartozott. Vágmosócot, Vágszentkeresztet és Somszeget 1960-ban egyesítették. Hivatalos neve ekkor Nové Mošovce, majd 1961-ben Považany lett.

## Népessége
| Év:            | 1994. | 2004.   | 2014.   | 2024.   |
| -------------- | ----- | ------- | ------- | ------- |
| Emberek száma: | 1226  | 1274    | 1279    | 1226    |
| Eltérés:       |       | +3,91 % | +0,39 % | -4,14 % |

| Év:            | 2023. | 2024.   |
| -------------- | ----- | ------- |
| Emberek száma: | 1238  | 1226    |
| Eltérés:       |       | -0,96 % |

1910-ben Somszegnek 204, Vágmosócnak 390, Vágszentkeresztnek 355, túlnyomórészt szlovák anyanyelvű lakosa volt.
2001-ben Vágmosóc 1214 lakosából 1193 szlovák volt.
2011-ben Vágmosóc 1295 lakosából 1258 szlovák volt.

## Nevezetességei

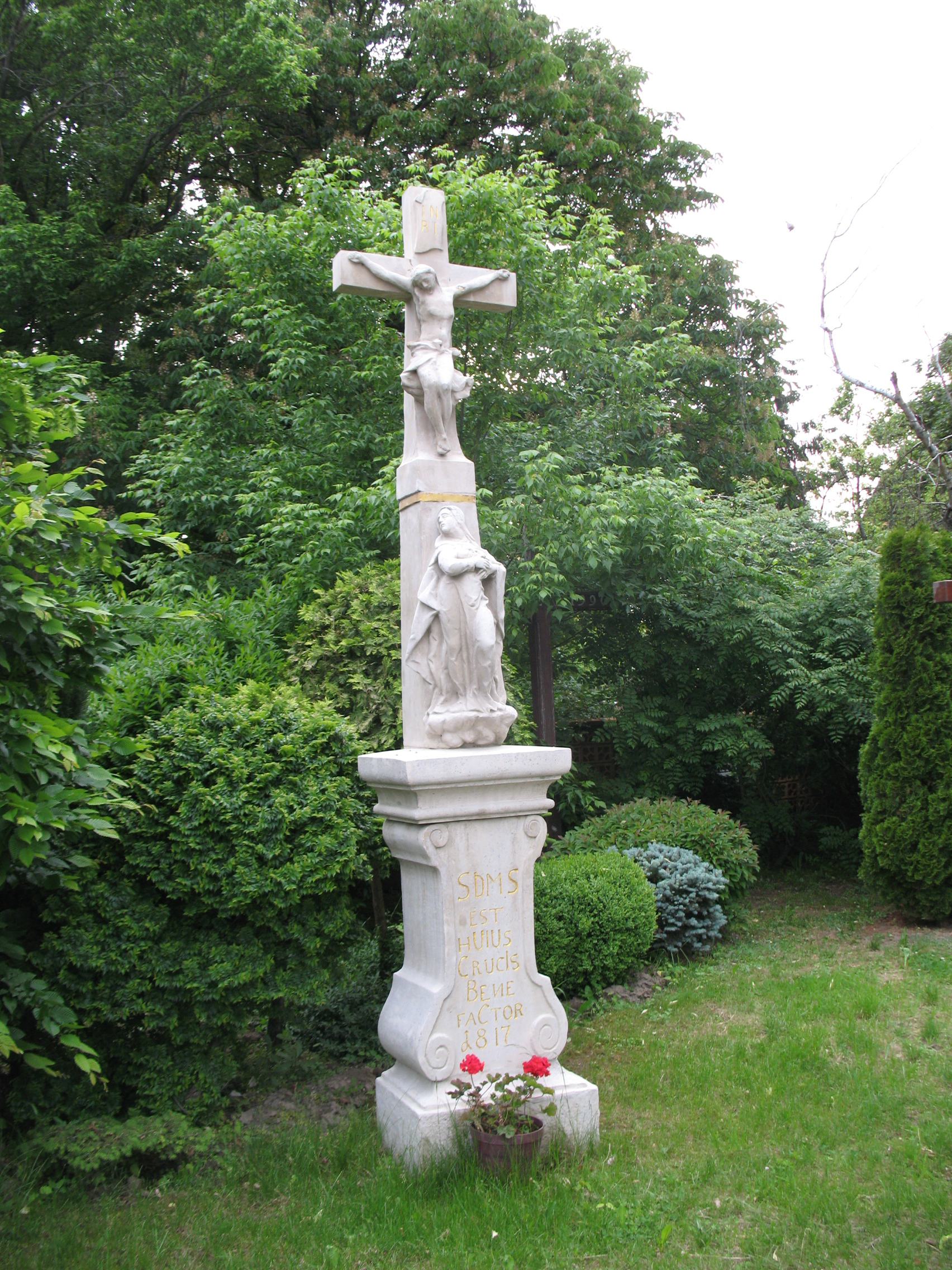
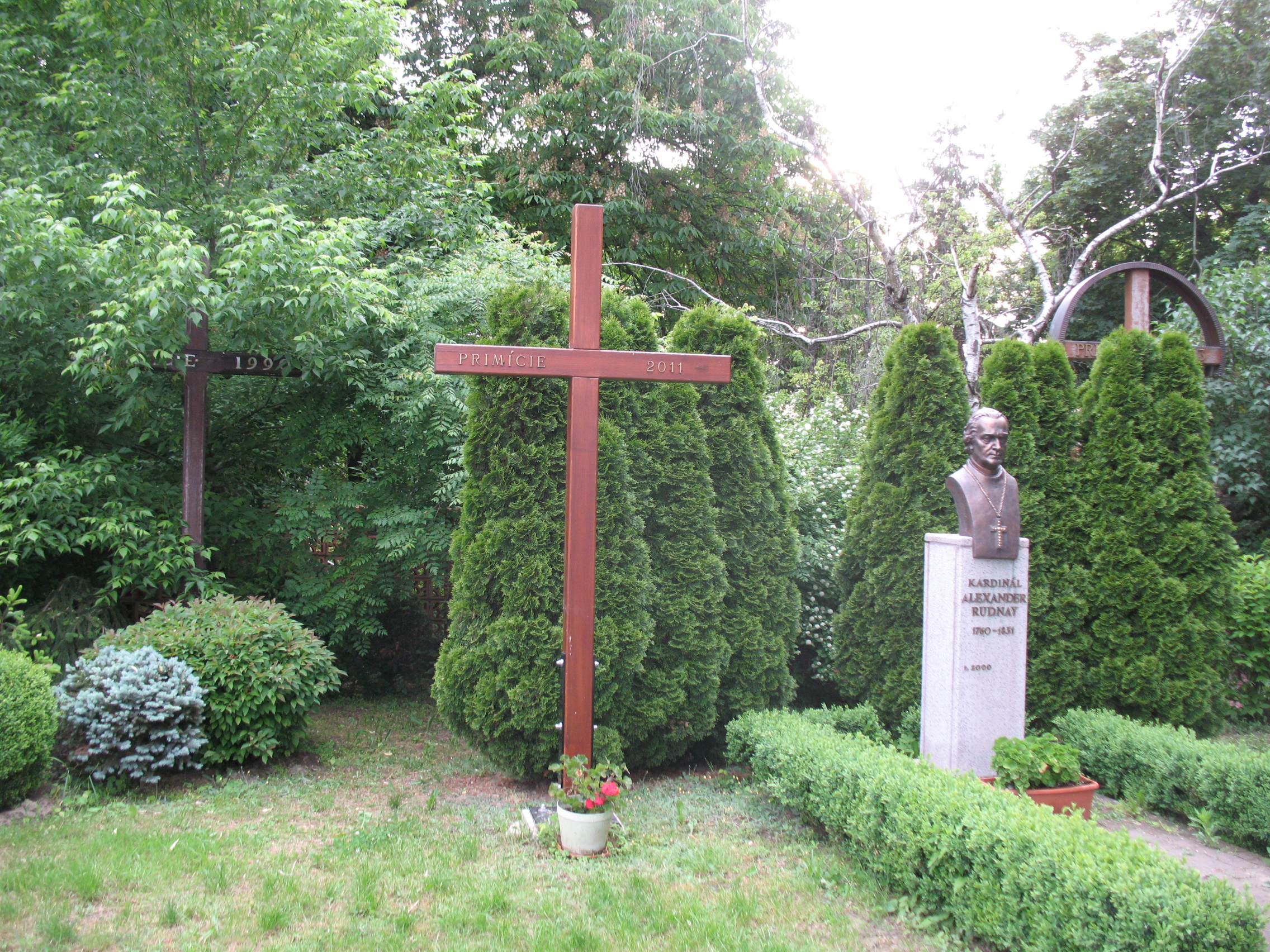
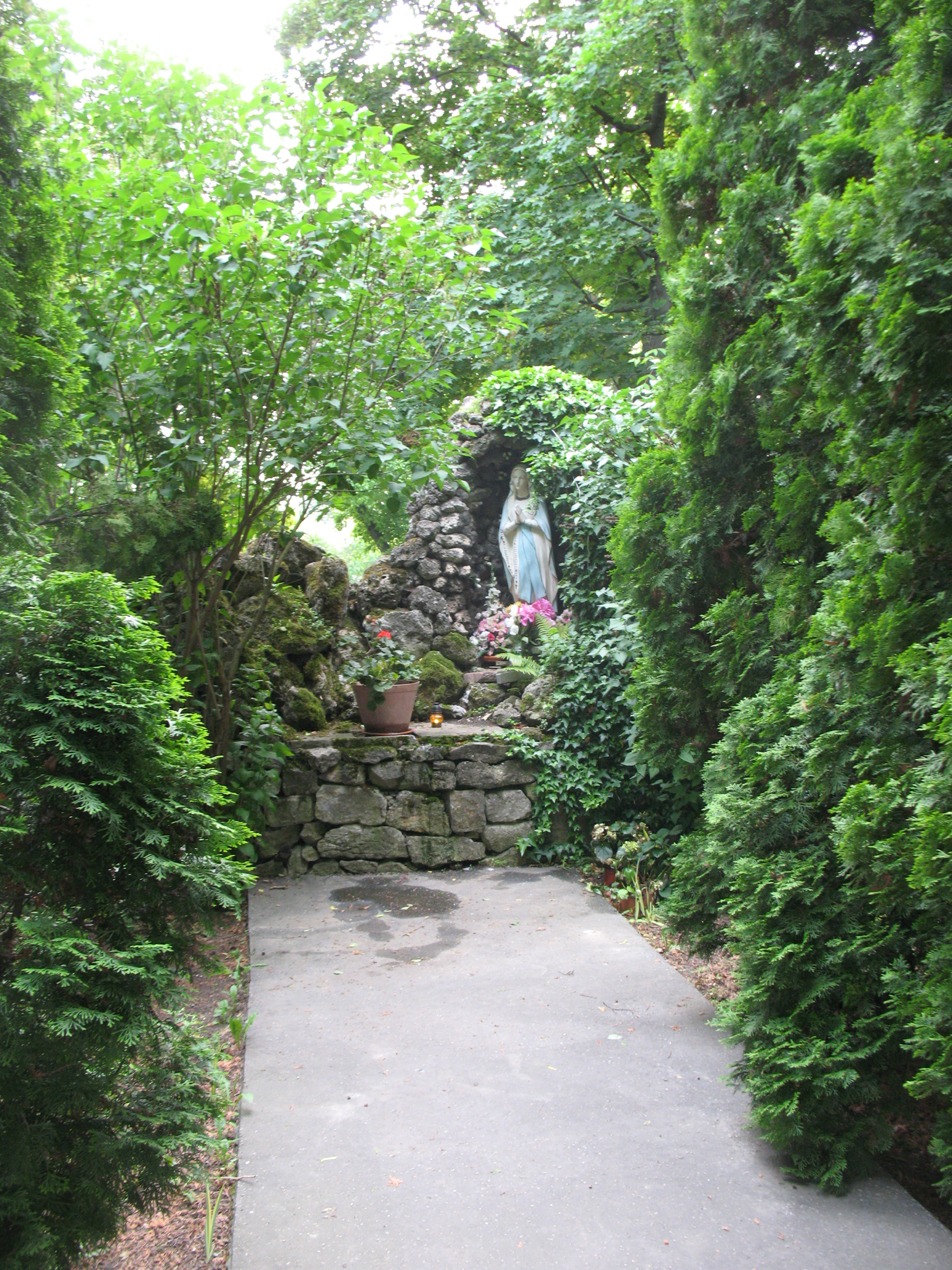

- Vágszentkereszt római katolikus temploma 1830-ben épült klasszicista stílusban a korábbi, 1297-ben már említett templom alapjain.

## Külső hivatkozások
- Hivatalos oldal
- Vágmosóc Szlovákia térképén
- Obce info.sk
- E-obce.sk Archiválva 2008. szeptember 20-i dátummal a Wayback Machine-ben